# Колпицы
Ко́лпицы (лат. Platalea) — род птиц из отряда голенастых семейства ибисовых, содержащий шесть видов.

## Распространение
Колпицы распространены преимущественно в аридном поясе Евразии. Наиболее многочисленные популяции обитают в регионе Средиземного, Чёрного, Жёлтого и Японского морей. Некоторые популяции живут в восточной Африке и Индии.

### В России
В России два вида: колпица, или обыкновенная колпица (P. leucorodia) встречается в низовьях рек Предкавказья, дельте Волги, Туве, Приамурье и Приморье; малая колпица (P. minor) регистрировалась в Приморском крае.

## Телостроение
Колпицы достигают высоты до 95 см и массы около 2 кг. Размах крыльев составляет 115—135 см. Непосредственно для колпиц характерен длинный, расплющенный у окончания клюв. Остальные особенности они разделяют с родственными им родами ибисовых.

## Образ жизни
Колпицы живут, как правило, у водоёмов. Как и большинство голенастых, они медленно бродят по мелководью с опущенным в воду клювом. Колпицы водят клювом в разные стороны и нащупывают возможную добычу. Иногда они погружают голову целиком под воду. К их пище относятся как мелкие земноводные и рыбы, так и растительная пища. В основном, колпицы активны ночью или в сумерках, а дневное время используют для отдыха.
Гнездятся колпицы колониями и используют для этого деревья, кустарники или заросли тростника. Откладывают в среднем 3—4 крупных, белых с красно-бурыми пятнами яйца размером примерно 69 × 45 мм. После длящегося около 25 дней процесса инкубации вылупливаются покрытые белым пухом птенцы, которых родители выкармливают до 50 дней после рождения. Половая зрелость наступает с трёх-четырёх лет, а продолжительность жизни на воле составляет до 28 лет.